# Lasioglossum aequatum
Lasioglossum aequatum är en biart som först beskrevs av Joseph Vachal 1904.  Lasioglossum aequatum ingår i släktet smalbin, och familjen vägbin. Inga underarter finns listade i Catalogue of Life.